# کله سری
کله سری، روستایی در دهستان هیدوچ بخش هیدوچ شهرستان سیب و سوران در استان سیستان و بلوچستان ایران است.

## جمعیت
بر پایه سرشماری عمومی نفوس و مسکن در سال ۱۴۰۳، جمعیت این روستا برابر با 345 نفر ('78 خانوار) بوده‌است.